# Jung Sung-il
Jung Sung-il (en hangul, 정성일; Daegu, 3 de febrero de 1980) es un actor de cine, teatro, teatro musical y televisión surcoreano.

## Vida personal
Jung Sung-il creció sin su padre y con su madre enferma, de modo que fue su hermana, dos años mayor, quien lo crio. Se casó con su mujer en 2015 después de un noviazgo accidentado: tres años de relación a distancia (pues ella vivía en Estados Unidos), tres de relación personal, siete años de separación y tres meses como novios de nuevo antes de la boda. La pareja tiene un hijo nacido en 2016.

## Carrera
Jung Sun-il debutó en el año 2000 con la obra teatral A Praise of Youth; poco después fue alistado para el servicio militar, y al finalizar este encontró pocas oportunidades para retomar su carrera, que solo empezó a adquirir continuidad cuando el actor estaba en sus treinta años. Desde entonces ha desarrollado su profesión alternando el teatro, los musicales, el cine y la televisión; en estos dos últimos medios siempre con papeles de reparto. En cine, ha trabajado hasta tres veces con el director Kim Hong-sun (The Con Artists, The Chase y Project Wolf Hunting).
El 7 de diciembre de 2020 firmó un contrato exclusivo de representación con la agencia Key East.
En televisión, aunque la crítica comentó sus apariciones en series como Forest of Secrets, Birthcare Center, Bad and Crazy y Moonshine, fue su papel como Ha Do-yeong en La gloria el que realmente hizo que aumentara su popularidad y el reconocimiento a su trabajo. Do-yeong es el marido de la antagonista, un hombre de clase alta aficionado al go, calculador, agudo, reservado y ambiguo, hasta que decide dejar de proteger a su mujer y abandonarla a su destino. Para este papel fue elegido directamente por la guionista Kim Eun-sook, tras haberlo visto en Forest of Secrets, y antes de escribir el guion.
Tras el éxito de La gloria, Jung volvió en la primavera de 2023 a subir a los escenarios, con la obra de teatro Beautiful Sunday y el musical Interview, y ello a pesar de haber recibido numerosas otras propuestas. Según declaró el actor: «Para mí, el escenario es un lugar para volver a lo básico y llenar mi energía y estudiar». Sin embargo, ya en 2024 apareció en la película Invasión, insurrección y rodó una nueva serie, Sin máscaras, que se estrenó en enero de 2025.

## Filmografía

### Cine
| Año  | Título                 | Hangul          | Papel                                       | Notas               | Ref.         |
| ---- | ---------------------- | --------------- | ------------------------------------------- | ------------------- | ------------ |
| 2002 | H                      | H[에이:치]      |                                             |                     | [ 13 ]       |
| 2005 | The Art of Seduction   | 작업의 정석     |                                             |                     |              |
| 2008 | A Frozen Flower        | 쌍화점          | Guardia real                                |                     | [ 14 ]       |
| 2009 | 19-Nineteen            | —               | Ha Gi-sang                                  |                     |              |
| 2009 | The Fair Love          | 페어 러브       | Jae-woong                                   |                     |              |
| 2012 | Howling                | 하울링          |                                             |                     |              |
| 2013 | Rough Play             | 배우는 배우다   | Matón obstinado                             |                     |              |
| 2013 | Makgeolli Girls        | 막걸스          | Tae-hyeon                                   |                     |              |
| 2014 | The Con Artists        | 기술자들        | Secuaz 1                                    |                     | [ 6 ]        |
| 2015 | Like a French Film     | 프랑스 영화처럼 | Cheong-nyeon                                |                     | [ 5 ]        |
| 2015 | Hide-and-Never Seek    | 혼숨            | Hombre que conversa en vídeo                |                     |              |
| 2017 | The Chase              | 반드시 잡는다   | Pyung-dal de joven                          |                     | [ 6 ]        |
| 2022 | Take Care of My Mom    | 말임씨를 부탁해 | Gerente de sucursal de Korea Post Insurance |                     |              |
| 2022 | Project Wolf Hunting   | 늑대사냥        | Detective Jung Pil-sung                     | Cameo               | [ 6 ] [ 15 ] |
| 2024 | Invasión, insurrección | 전,란           | Genshin                                     | Película de Netflix | [ 11 ]       |

### Series de televisión
| Año     | Título                               | Papel                      | Canal   | Notas             | Ref.          |
| ------- | ------------------------------------ | -------------------------- | ------- | ----------------- | ------------- |
| 2009    | El regreso de Iljimae                | Kotaro                     | MBC     |                   |               |
| 2013    | Special Affairs Team TEN Season 2    | Profesor                   | OCN     |                   |               |
| 2015    | The Jingbirok: A Memoir of Imjin War | Jefe de Chen Lin           | KBS1    |                   |               |
| 2015    | Hidden Identity                      | Asistente de Eom In-kyeong | tvN     |                   |               |
| 2016    | Kidnapping Assemblyman Mr. Clean     | Jefe de departamento Kim   | SBS     | Dos episodios     |               |
| 2019    | Different Dreams                     | Jin-soo                    | MBC     |                   | [ 16 ]        |
| 2019    | Woman of 9.9 Billion                 | Baek Seung-jae             | KBS2    |                   | [ 17 ] [ 18 ] |
| 2020    | Forest of Secrets                    | Park Sang-mu               | tvN     | Segunda temporada | [ 5 ] [ 19 ]  |
| 2020    | Birthcare Center                     | Lee Seon-woo               | tvN     |                   | [ 14 ]        |
| 2021    | Times                                | Kang Sin-wook              | OCN     |                   |               |
| 2021-22 | Bad and Crazy                        | Shin Ju-hyeok              | tvN     |                   | [ 20 ]        |
| 2021-22 | Moonshine                            | Rey Lee Kang               | KBS2    |                   | [ 21 ]        |
| 2022    | Nuestro horizonte azul               | Kim Tae-hoon               | tvN     |                   | [ 22 ]        |
| 2022-23 | La gloria                            | Ha Do-young                | Netflix | Serie web         | [ 7 ] [ 23 ]  |
| 2025    | Sin máscaras                         | Han Do                     | Disney+ | Serie web         | [ 24 ] [ 25 ] |

## Teatro
| Año     | Título                   | Papel          | Notas                                               | Ref.          |
| ------- | ------------------------ | -------------- | --------------------------------------------------- | ------------- |
| 2000    | A Praise of Youth        |                |                                                     |               |
| 2007    | Fool of The River        |                |                                                     |               |
| 2008    | Happy Tears              |                |                                                     |               |
| 2010    | Liar Part 1              | John Smith     |                                                     |               |
| 2011    | Not in Nanjoong Diary    | Sasuke         |                                                     |               |
| 2011    | Fantasy Couple           | Billy Park     |                                                     |               |
| 2013    | Dramatic Night           | Han Jeong-hoon |                                                     | [ 26 ]        |
| 2015    | I would like to see      | Dok-hee        |                                                     |               |
| 2015    | Sheer Madness            | Oh Jun-su      |                                                     |               |
| 2016    | Brother's Night          |                |                                                     | [ 27 ]        |
| 2017-18 | Jamaica Health Club      | Hwanggangbong  | 17 nov 2017/4 mar 2018                              |               |
| 2018-19 | Get off Work at 6        | Noh Joo-yeon   | Musical                                             | [ 16 ] [ 28 ] |
| 2019    | Unchain                  | Mark           |                                                     | [ 1 ]         |
| 2019    | Everybody Wants Him Dead | Productor      | Desde el 9 de julio, Dream Art Center 1 (Daehangno) | [ 29 ]        |
| 2019    | Turn Back and Leave      | Sang-sang      | 9 oct/17 nov 2019, Content Ground (Daehangno)       | [ 30 ]        |
| 2020    | Unchain                  | Mark           | 7 abr/21 jun 2020, Content Ground (Daehangno)       | [ 31 ]        |
| 2020-21 | Mio Fratello             | Sunny Boy      | Musical, 29 sep 2020/31 ene 2021                    | [ 5 ] [ 32 ]  |
| 2023    | Beautiful Sunday         | Oh Jung-jin    | 20 ene/2 abr 2023, Art One Theatre 3                | [ 33 ] [ 34 ] |
| 2023    | Interview                | Eugene Kim     | Musical, 4 mar/28 may 2023, Yes24 Stage 2           | [ 35 ]        |

## Otras actividades

### Variedades
| Año  | Programa              | Función  | Canal | Notas                | Ref.         |
| ---- | --------------------- | -------- | ----- | -------------------- | ------------ |
| 2023 | You Quiz on the Block | Invitado | tvN   | N.º 178, 25 de enero | [ 2 ] [ 36 ] |

### Sesiones fotográficas
| Año  | Publicación | Número | Ref.  |
| ---- | ----------- | ------ | ----- |
| 2023 | Dazed       | Abril  | [ 4 ] |

## Premios y nominaciones
| Año  | Premios                     | Categoría                     | Papel                  | Resultado | Ref.          |
| ---- | --------------------------- | ----------------------------- | ---------------------- | --------- | ------------- |
| 2025 | 61.os Premios Baeksang Arts | Mejor actor revelación (cine) | Invasión, insurrección | Pendiente | [ 37 ] [ 38 ] |